# Nico Freriks
Nico Petrus Johannes Freriks (Uden, 22 dicembre 1981) è un allenatore di pallavolo ed ex pallavolista olandese, nel ruolo di palleggiatore, assistente allenatore del Limax.

## Palmarès

### Club
- Campionato belga: 2

2002-03, 2006-07
- Campionato austriaco: 1

2005-06
- Campionato iraniano: 1

2014-15
- Coppa del Belgio: 1

2002-03
- Coppa dei Paesi Bassi: 1

2003-04
- Coppa d'Austria: 1

2005-06
- Supercoppa belga: 2

2003, 2008
- Supercoppa olandese: 3

2004, 2005, 2006
- Supercoppa spagnola: 1

2011

### Nazionale (competizioni minori)
- European League 2004
- European League 2006
- European League 2008
- European League 2012